# Малый Черемшан
Ма́лый Черемша́н — река в Татарстане и Ульяновской области, правый приток Большого Черемшана.
Длина — 213 км (из них 192 км по РТ), площадь бассейна — 3190 км².

## Этимология
Название реки Малый Черемшан образовалось как противопоставление реке Большой Черемшан.

## Описание
Исток в 4,3 км к юго-востоку от п. Татарское Алкино Новошешминского района. Устье — в Ульяновской области.
Памятник природы Республики Татарстан с 1978 года.

## Характеристика
Водосбор — волнистая равнина, слабо расчленённая долинами притоков, оврагами и балками. Естественная растительность представлена пойменными лугами и смешанными лесами. Лесистость водосбора — 22 %. Имеет 37 притоков, большинство из них небольшие и маловодные. Густота речной сети — 0,29 км/км².
Долина выражена слабо, шириной от 0,2 км в верховьях до 4 км в нижнем течении. Пойма двусторонняя, шириной 2—3 км, пересечённая ложбинами и промоинами, заболоченная, местами поросшая ивняком; в нижнем течении имеются озёра-старицы. Русло умеренно извилистое, неразветвлённое, шириной до 20—30 м. Берега местами крутые, высотой 2—6 м. Глубина на плёсах — до 6 м, на перекатах — 20—30 см. Скорость течения — 0,2—0,4 м/с.
Питание смешанное, преимущественно снеговое. Модуль подземного питания — 0,5—3 л/(с×км²). Наблюдения за режимом реки ведутся на гидрологическом посту у д. Абалдуевка Алексеевского района (с 1940 г.). Средне-годовые колебания уровня 6,5 л (макс. 8 м). Средний многолетний слой годового стока в бассейне — 82 мм, слой стока половодья — 70 мм. Весеннее половодье продолжается в среднем 30—35 дней, начинается обычно в конце марта — начале апреля. Максимальный расход у д. Абалдуевка — 702 м³/с (1979 г.). Летняя межень устойчива, дождевые паводки наблюдаются редко. Средний многолетний меженный расход воды в устье — 0,86 м³/с, у д. Абалдуевка — 0,27 м³/с. Летом при длительном отсутствии дождей река в верховьях пересыхает, в среднем и нижнем течениях местами распадается на ряд плёсовых озёр. Замерзает в середине ноября, средняя продолжительность ледостава 140—145 дней. Толщина льда к концу зимы достигает 55 см.
Вода гидрокарбонатно-кальциевая, умеренно жёсткая (3—6 мг-экв/л) весной, очень жёсткая (9—12 мг-экв/л) зимой и летом. Общая минерализация — 100—200 мг/л весной и 500—700 мг/л зимой и летом.

## Притоки
Основные притоки — Чебоксарка, Саврушка, Адамка, Вялюлькина, Баранка, Мараса, Ата, Шия, Юхмачка, Елшанка, Сахча.